# Abder Zegout
Abder Zegout est un poète d'origine kabyle, né en 1965 à Ifigha (wilaya de Tizi Ouzou), installé à Paris depuis 1999.
Bien que parlant arabe, kabyle, berbère tamazight il édite ses poèmes en français et en anglais.

## Œuvre poétique
La plupart de ses œuvres sont publiées chez L'Harmattan.
- Fulgurance, 2009,  (ISBN 978-2-296-08604-3)
- Le vagabond céleste, 2010,  (ISBN 978-2-296-12466-0)
- Réminiscence, 2011,  (ISBN 978-2-296-56561-6)
- Cantate, 2012,  (ISBN 978-2-336-00175-3)
- Exubérance (version couleur), illustrations de micheline masse, 2015,   (ISBN 978-2-336-30975-0)
- Exubérance (version noir et blanc), 2015,  (ISBN 978-2-343-05408-7)
- Vigilance, Illustrations de Camille Candiani, 2016, 76 pages  (ISBN 978-2-3431-0442-3)